# Taruik Bulawaun
Der Taruik Bulawaun ist ein Berg in der osttimoresischen Gemeinde Bobonaro.
Er liegt im Nordosten des Sucos Cowa (Verwaltungsamt Balibo, im Nordosten der Aldeia Lalis) und hat eine Höhe von 564 m. Östlich befinden sich das Dorf Oepauk und der Berg Taruik Lowedar (564 m). Der Taruik Bulawaun hat einen sehr breiten Gipfel mit dem höchsten Punkt an der südlichen Westkante und einer weiteren kleinen Erhebung mit (561 m) etwas weiter östlich. Mehrere Pfade führen auf den Berg.